# 羽束川
羽束川（はつかがわ）は、兵庫県南東部を流れる二級水系武庫川の支流。武庫川の支流としては最大である。本項では上流である天王川と併せての記述としている。

## 地理

### 源流と本流
源流は大阪府能勢町にある深山（みやま）（標高790.6m）の中腹、標高約600m付近にあり

、上流域での名称は天王川（てんのうがわ）と称される。ちなみに付近の天王峠は加古川水系篠山川支流との分水界である。川はそこから南西に向かって下り、府県境を跨ぎ羽束川となる。
途中、標高約400mの丹波篠山市の籠坊温泉を抜け、山間の後川（しつかわ）では、いくつかの支流と合流し次第に水量を増していく。三田市の渓谷、農村地帯を湾曲し宝塚市、神戸市を流れ武庫川に流入する。なお、波豆川と合流するエリアで1919年（大正8年）神戸市が開発したダム湖（千苅水源池）となり神戸水道を通じて神戸市の水道水にもなっている。また、千苅ダムから武庫川に合流する部分の川の名称は波豆川ではなくこの羽束川となる。
川の長さは、上流部の天王川が3,716m、続く羽束川が32,354mで流路総延長としては約36kmで武庫川およびその45に及ぶ支流、小支川の中で最大であり、高低差に関しても天王川源流から河口となる神戸市北区道場の標高約140m地点までは約470mとなり、これは本流の武庫川より勾配が大きい。

## 生物相
上流では国の特別天然記念物であるオオサンショウウオが多数生息しているのが知られており、アユやテナガエビなども生息している。また多種多様な植物が周辺に自生もしており、夏前には多くのホタルも舞う大変生物相の豊かな河川である。

## 流域の自治体
- 大阪府
  - 能勢町
- 兵庫県
  - 丹波篠山市、三田市、宝塚市、神戸市

## 主な支流
- 波豆川

## 道路
- 国道173号
- 兵庫県道12号川西篠山線
- 兵庫県道37号三田後川上線
- 兵庫県道309号福住三田線
- 兵庫県道538号籠坊温泉線
- 兵庫県道・大阪府道601号杉生能勢線

## その他
- 自然豊かな羽束川沿いには、三田市野外活動センターや伊丹市立野外活動センターなど公設のアウトドア施設も整い、川遊びをはじめ、キャンプやバンガローなどでの宿泊やバーベキューなどが楽しめる。
- 羽束川近くに羽束山があり、手軽に登山できる山で三田市のランドマーク的な山である。
- 神戸市では羽束川の水質を守るため「羽束川・波豆川流域水質保全協議会」を付近の神戸市・三田市・宝塚市と両河川流域の住民を対象に水質の保全に関する普及啓発事業を行っている。[4]
- 川では付近の漁業協同組合が管理するアマゴやニジマスなどの放流釣場が点在する。
- 三田市小柿には有効落差 54.39m、最大450kwの関西電力の小水力発電の施設があり、羽束水力発電所として1918年（大正7年）から稼動しており、三田市の近代遺産でもある。

## 流域風景
- 天王川 能勢町 天王付近
- 篠山市籠坊温泉付近
- 三田市高平付近（背後山は大船山）
- 三田市木器付近（背後山は羽束山北側）
- 神戸市北区道場町生野 武庫川合流部（右）左は神戸市千苅浄水場

1. ↑  国土地理院「ウオッちず」能勢町深山付近
2. ↑  大阪府能勢町HP／主な河川
3. ↑  兵庫県HP／まちづくり・防災>道路・港湾・河川>河川整備>武庫川の概要
4. ↑  神戸市HP／くらし・手続き>すまい・まちづくり>水道・下水道>水道>水質だより>羽束川・波豆川流域水質保全協議会